# Monthey
Monthey er en by i det sydvestlige Schweiz med 17.777 (2018) indbyggere. Byen ligger i Kanton Valais, ved bredden af floden Rhône.